# Acadèmia de la Llengua Hebrea
L'Acadèmia de la Llengua Hebrea (en hebreu, הַאֲקָדֶמְיָה לַלָּשׁוֹן הַעִבְרִית, ha-aqadémya la-laixon ha-ivrit), instituïda per la Kenésset el 1953 com a institució superior per a la llengua hebrea, defineix la normativa per a la gramàtica, l'ortografia, els neologismes, les regles de transliteració oficial i la puntuació diacrítica de l'hebreu, basant-se en el desenvolupament històric de l'idioma.
L'Acadèmia és la successora del Comitè per a la Llengua Hebrea, creat per Eliezer Ben-Yehuda el 1889. Amb seu a Jerusalem, actualment és integrada per 23 membres, entre els quals hi ha lingüistes, professors d'estudis judaics i bíblics, així com ara catedràtics d'altres disciplines, poetes, escriptors i traductors, entre d'altres. Està situada en el campus Givat Ram de la Universitat Hebrea de Jerusalem.
Les decisions i normes de l'Acadèmia en matèria lingüística, lèxica i idiomàtica són de caràcter obligatori per a tots els assumptes oficials d'Israel.

## Funcions
Segons l'acta fundacional, les funcions de l'Acadèmia són les següents:
- Investigar i compilar el lèxic de la llengua hebrea, d'acord amb els diferents estrats històrics.
- Estudiar la història i l'estructura de l'idioma.
- Dirigir i encarrilar el desenvolupament de l'hebreu segons la seva naturalesa, les seves necessitats i el seu potencial en tots els àmbits de la vida quotidiana i acadèmica.